# Petit Raffray
Koordinaten: 20° 1′ S, 57° 37′ O
Petit Raffray ist eine Ortschaft („Village“) im Norden von Mauritius. Sie ist Teil des Distrikts Rivière du Rempart und gehört administrativ zur Village Council Area (VCA) Petit Raffray. Bei der Volkszählung 2011 hatte der Ort 9.254 Einwohner.
Der Ort geht auf eine Domäne zurück, die Guillaume Olivier Raffray (1757–1837) erwarb. 1844 erbaute Jean Rose Daruty eine Zuckerfabrik, die 1865 wieder geschlossen wurde. Ab 1870 wurde die Domäne parzelliert und an Kleinbauern verkauft. 1989 wurde Cap Malheureux aus der VCA herausgelöst und zur eigenständigen VCA erklärt.